# Порто Чезарео
По̀рто Чеза̀рео (на италиански: Porto Cesareo, на местен диалект Cisaria, Чизария) е пристанищно и курортно градче и община в Южна Италия, провинция Лече, регион Пулия. Разположено е на брега на Йонийско море. Населението на общината е 5817 души (към 2012 г.).